# Goldfrapp
Goldfrapp is een Brits elektronische muziekduo uit Bath, Engeland, opgericht in 1999. Het duo bestaat uit zangeres Alison Goldfrapp en componist Will Gregory.

## Geschiedenis

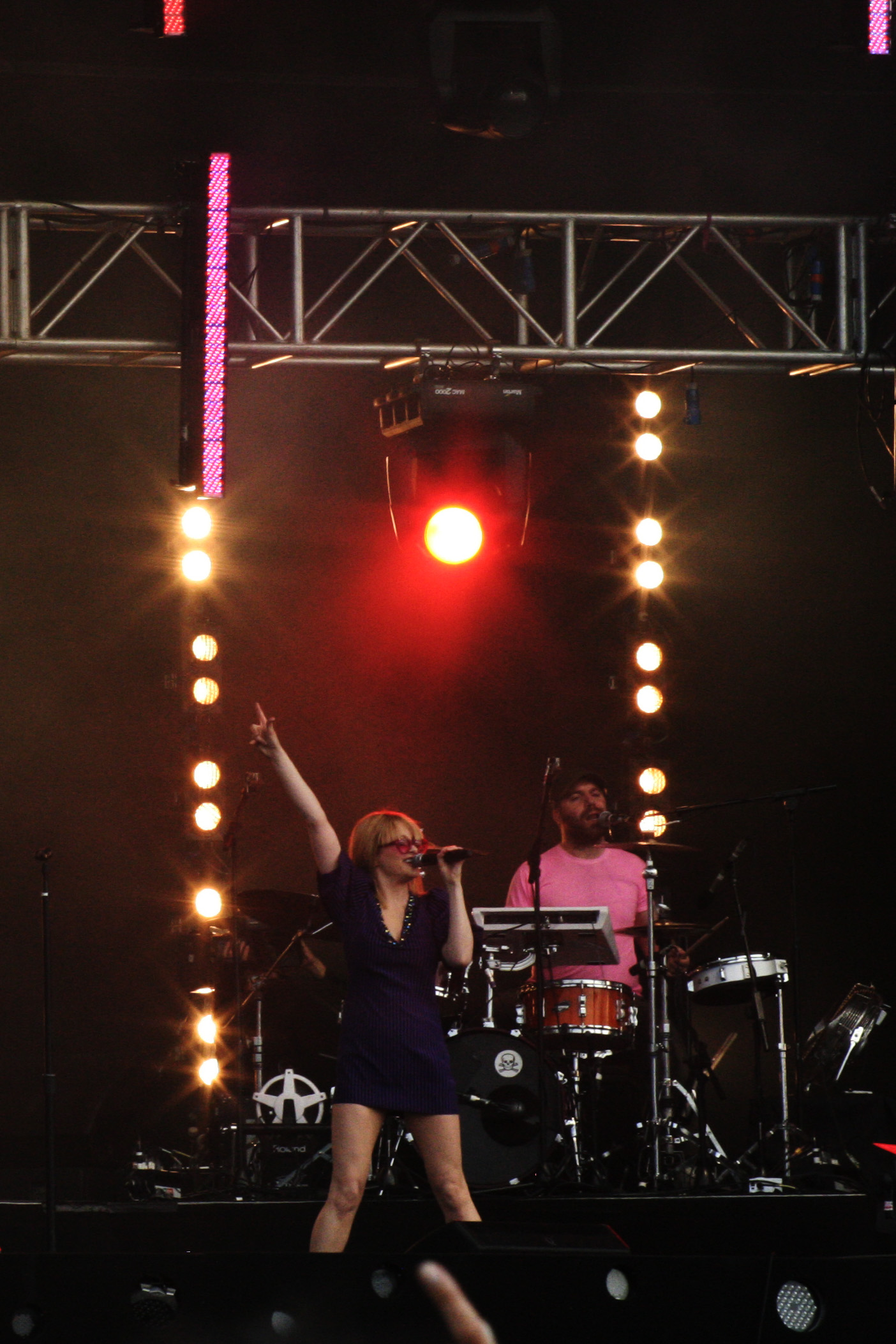
Goldfrapp op het Wireless Festival in Hyde Park in Londen in 2006

Terwijl ze nog op de Universiteit van Middlesex zat, speelde Alison Goldfrapp al mee op het debuutalbum Maxinquaye (1995) van een vriend, Tricky, en zong ze op Orbitals album Snivilisation. Toen ze begon met het schrijven van haar eigen muziek, werden haar demo's door vrienden aan de Gregory doorgegeven. Omdat ze dezelfde muzikale smaak en interesse deelden besloten ze een duo te vormen onder Alisons achternaam.
Het duo ondertekende in 1999 een contract met het Londense label Mute Records en bracht in 2000 hun debuutalbum, Felt Mountain uit. Het album, geproduceerd door PJ Harveys producent John Parish, bestaat uit Alisons zang, gedeeltelijk veranderd door synthesizers. Het album is beïnvloed door diverse stijlen als synth pop uit de jaren 80, klassieke filmmuziek en traditionele volksmuziek. In 2001 werd het album genomineerd voor de Mercury Music Prize.
In 2003 gaf de band hun tweede album, Black Cherry, uit. Het album stuurde Goldfrapps geluid in een heel andere richting, met flinke drumslagen en een wildere uitstraling.
Een aantal nummers van het album werden gebruikt in commercials, zoals "Strict Machine" en "Train" voor het uitbrengen van de Game Boy Advance SP, "TipToe" voor Coca-Cola en "Twist" voor Gancia. "Strict Machine" werd ook gebruikt voor de geur "Night" van Armani. Het nummer "Crystalline Green" kwam in de televisieserie House voorbij.
Na het succes werd in 2004 een ep uitgebracht onder de naam Wonderful Electric waarop vier live nummers, opgenomen bij Somerset House en Shepherds Bush Empire staan. Ook staan er verscheidene nummers op die tot heden nog niet uitgebracht zijn.
In 2003 kreeg Goldfrapps website een prijs van MTV Europe Music Award voor beste website. Deze website is niet meer in die vorm te zien, aangezien hij volledig veranderd is bij het uitkomen van Goldfrapps derde album Supernature. Het album kwam uit op 22 augustus 2005 en gaat verder op de met Black Cherry ingeslagen weg. Supernature bevat veel disco- en glamrockinvloeden, goed hoorbaar op de eerste single "Ooh La La", die Goldfrapps grootste hit werd. Later kwamen de singles "Number 1", "Ride a White Horse" en "Fly Me Away" uit. 
Het album deed het commercieel goed in Europa en bij uitstek in het Verenigd Koninkrijk (nr. 2 in UK Albums Chart). Op 7 maart 2006 werd het album in de Verenigde Staten uitgegeven, waar het opklom tot nr. 5 in Top Electronic Albums en nr. 3 in Top Heatseekers. Ook is Goldfrapp in 2005 genomineerd voor Beste Alternatieve Groep/Artiest op de MTV Europe Music Awards.
Het uit 2008 stammende 'The Seventh Tree' is het tegenovergestelde van de twee voorgaande albums. Het tempo van de nummers ligt laag en er wordt veel gebruik gemaakt van akoestische instrumenten. Met 'Head First' uit 2010 keert Goldfrapp weer terug naar elektronische muziek. Maar dit naar de synth pop uit de jaren tachtig. 'Tales of Us' uit 2013 is weer een album vol met down tempo muziek. Elektronisch maar ook met ruimte voor meer organische klanken.

## Huidige leden
De groep bestaat uit:
- Alison Goldfrapp: zang, keyboards, aerofonen, synthesizer
- Will Gregory: keyboards, synthesizer

## Discografie

### Albums
| Album met eventuele hitnotering(en) in de Nederlandse Album Top 100 | Datum van verschijnen | Datum van binnenkomst | Hoogste positie | Aantal weken | Opmerkingen             |
| ------------------------------------------------------------------- | --------------------- | --------------------- | --------------- | ------------ | ----------------------- |
| Felt mountain                                                       | 11-09-2000            | -                     |                 |              |                         |
| Black cherry                                                        | 28-04-2003            | 13-09-2003            | 91              | 2            |                         |
| Supernature                                                         | 22-08-2005            | 27-08-2005            | 36              | 4            | ook verschenen als sacd |
| Seventh tree                                                        | 28-02-2008            | 01-03-2008            | 24              | 7            |                         |
| Head first                                                          | 19-03-2010            | 27-03-2010            | 47              | 2            |                         |
| Tales of us                                                         | 09-09-2013            | 14-09-2013            | 16              | 4            |                         |

| Album met hitnotering(en) in de Vlaamse Ultratop 200 albums | Datum van verschijnen | Datum van binnenkomst | Hoogste positie | Aantal weken | Opmerkingen             |
| ----------------------------------------------------------- | --------------------- | --------------------- | --------------- | ------------ | ----------------------- |
| Black cherry                                                | 2003                  | 10-05-2003            | 46              | 2            |                         |
| Supernature                                                 | 2005                  | 27-08-2005            | 16              | 11           | ook verschenen als sacd |
| Seventh tree                                                | 2008                  | 01-03-2008            | 10              | 10           |                         |
| Head first                                                  | 2010                  | 03-04-2010            | 35              | 4*           |                         |
| Tales Of Us                                                 | 2013                  | 14-09-2013            | 6               | 22           |                         |

### Singles
| Single met eventuele hitnotering(en) in de Nederlandse Top 40 | Datum van verschijnen | Datum van binnenkomst | Hoogste positie | Aantal weken | Opmerkingen              |
| ------------------------------------------------------------- | --------------------- | --------------------- | --------------- | ------------ | ------------------------ |
| Utopia                                                        | 2001                  | -                     |                 |              | #94 in de Single Top 100 |
| Strict machine                                                | 2003                  | -                     |                 |              | #89 in de Single Top 100 |

| Single met hitnotering(en) in de Vlaamse Ultratop 50 | Datum van verschijnen | Datum van binnenkomst | Hoogste positie | Aantal weken | Opmerkingen |
| ---------------------------------------------------- | --------------------- | --------------------- | --------------- | ------------ | ----------- |
| Ooh la la                                            | 2005                  | 20-08-2005            | tip12           | -            |             |
| A&E                                                  | 2008                  | 15-03-2008            | 38              | 1            |             |
| Rocket                                               | 2010                  | 20-02-2010            | tip19           | -            |             |

Afkomstig van Felt Mountain:
- "Lovely Head" (29/05/00 - Mute247)
- "Utopia" (06/11/00 - Mute253)
- "Human" (26/02/01 - Mute259)
- "Utopia (Genetically Enriched)" (11/06/01 - Mute264) — #94 NL
- "Pilots" (05/11/01 - Mute267) — Dubbele A-kant met "Lovely Head" — #68 UK

Afkomstig van Black Cherry:
- "Train" (14/04/03 - Mute291)
- "Strict Machine" (21/07/03 - Mute295) — #89 NL
- "Twist" (03/11/03 - Mute311)
- "Black Cherry" (01/03/04 - Mute320)
- "Strict Machine '04" (10/05/04 - Mute335)

Afkomstig van Supernature:
- "Ooh La La" (08/08/05 - Mute342)
- "Number 1" (31/10/05 - Mute351)
- "Ride A White Horse" (13/02/06 - Mute)
- "Fly Me Away" (01/04/06 - Mute)

Afkomstig van Head First:
- "Alive" (15/06/10)